# Majda Žigon
Majda Žigon, slovenska inženirka kemije, * 23. november 1948, Trst.

## Življenje in delo
Diplomirala je na ljubljanski FNT (1972) in prav tam tudi doktorirala (1987) iz kemijskega inženirstva. leta 1973 se je zaposlila na Kemijskem inštitutu v Ljubljani, od 1997 kot višja znanstvena sodelavka in istočasno postala vodja laboratorija za polimerno kemijo in tehnologijo. Leta 1998 je postala docentka na ljubljanski FKKT, kjer predava polimere, na ALU v Ljubljani pa tudi tehnologijo plastike. Sama ali v soavtorstvu je objavila v domači in tuji strokovni literaturi več znanstvenih in strokovnih člankov.

## Nagrade
Leta 1989 je s soavtorji prejela Nagrado Sklada Borisa Kidriča za pomembne dosežke na področju raziskave mehanizma nastanka in strukture polikondenzatov .